# Jednoczas
Jednoczas - 19. album studyjny zespołu Stare Dobre Małżeństwo. Utwory zawarte na tej płycie, podobnie jak na poprzedniej płycie, wyszły spod pióra Jana Rybowicza. Album zawiera dodatkowo płytę DVD  z krótkim filmem poświęconym twórczości Jana Rybowicza.
11 lutego 2009 r. Jednoczas otrzymał status złotej płyty.

## Lista utworów
| 1.  | Jak daleko do Jeruzalem? | 4:54  |
|     |                          |       |
| 2.  | Inne wiersze             | 3:38  |
|     |                          |       |
| 3.  | Nie wiem                 | 3:03  |
|     |                          |       |
| 4.  | My Polish tao            | 2:22  |
|     |                          |       |
| 5.  | Jedyny ratunek           | 3:54  |
|     |                          |       |
| 6.  | Wyjście z obłędu         | 3:00  |
|     |                          |       |
| 7.  | Najważniejsze jest       | 7:31  |
|     |                          |       |
| 8.  | Cokolwiek zrobisz        | 2:46  |
|     |                          |       |
| 9.  | Sprostowanie             | 3:30  |
|     |                          |       |
| 10. | Coś                      | 3:16  |
|     |                          |       |
| 11. | Wiersz o płaczu          | 5:30  |
|     |                          |       |
| 12. | Po                       | 2:17  |
|     |                          |       |
| 13. | Jednoczas                | 3:44  |
|     |                          |       |
| 14. | Akt miłosny albo życie   | 2:34  |
|     |                          |       |
| 15. | Drogowskaz               | 3:36  |
|     |                          |       |
|     |                          | 55:35 |
|     |                          |       |

## Skład zespołu
- Krzysztof Myszkowski – śpiew, gitara, harmonijka
- Dariusz Czarny – gitara, chórki
- Ryszard Żarowski – gitara, chórki
- Wojciech Czemplik – skrzypce, chórki
- Andrzej Stagraczyński – bas
- Przemysław Chołody – harmonijka

- Arkadiusz Osenkowski – saksofon, flet
- Roman Ziobro – kontrabas
- Tomasz Budkiewicz

## Pozycje na listach
| Lista | Kraj   | Pozycja |
| ----- | ------ | ------- |
| OLiS  | Polska | 22      |